# 八百津町立八百津中学校
八百津町立八百津中学校（やおつちょうりつ やおつちゅうがっこう）は岐阜県加茂郡八百津町にある公立の中学校。

## 沿革
八百津中学校は、1980年に八百津中学校〈旧〉と和知中学校が統合し、新設された中学校である。ここでは統合前の八百津中学校を八百津中学校〈旧〉として記述する。
- 1947年（昭和22年）4月 - 八百津町立八百津中学校〈旧〉として開校。
- 1948年（昭和23年）4月 - 八百津町と錦津村とで学校組合を設立。錦津村立錦津中学校を統合し、組合立八百津中学校に改称する。
- 1955年（昭和30年）2月1日 - 八百津町に錦津村が編入される。同時に八百津町立八百津中学校〈旧〉に改称する。
- 1962年（昭和37年）4月 - プール（八百津小学校と共用）が完成。
- 1968年（昭和43年）4月 - 体育館が完成。
- 1980年（昭和55年）
  - 3月31日 - 和知中学校と統合し、八百津中学校の新設により廃校。
  - 4月1日 - 新たな八百津中学校が開校。統合校舎は無く、旧・八百津中学校を八百津分教室、旧・和知中学校を和知分教室とする。
- 1982年（昭和57年）
  - 4月 - 現在地に統合校舎が完成。八百津分教場、和知分教場を廃止。
  - 8月 - プールが完成。
- 2004年（平成16年）4月 - 岐阜県立八百津高等学校との連携型中高一貫校となる。

## 通学区域
- 八百津
- 錦織
- 伊岐津志
- 和知
- 野上
- 上牧野
- 上飯田
- 潮見
- 南戸

## 進学前小学校
- 八百津小学校
- 錦津小学校
- 和知小学校